# Освобождение на България
 Тази статия е за създаването на Третата българска държава.  За създаването на Втората българска държава вижте Въстание на Асен и Петър.  
Освобождението на България обхваща събитията, свързани с възстановяването на българската държавност след почти петстотингодишно османско владичество. Това се случва в резултат на избухването през 19 век на национални революции в Европа, които се прехвърлят и в Османската империя. Така се събужда етнонационалното Възраждане на българския народ, довело до признаване на Българската екзархия през 1870 година и до организиране на Априлското въстание през 1876 година. Въстанието дава повод на Русия да започне Руско-турската война (1877 – 1878).

## Априлско въстание
По време на Априлското въстание с последвалата го Цариградска конференция в подкрепа на каузата на българския народ за политическа независимост излизат водещи общественици от почти всички европейски страни. В подкрепящата Османската империя Великобритания Уилям Гладстон, тогава лидер на опозицията, отправя гневни упреци срещу политиката на правителството, оглавявано от Бенджамин Дизраели. Във Франция (макар и унизена от Прусия) турските зверства в Батак са заклеймени от Виктор Юго, автор на „Клетниците“ и „Парижката Света Богородица“, който призовава: 
| „ | Дошъл е момент да се издигне глас на протест. Целият свят е възмутен. Идват минути, когато човешката съвест взема думата и заповядва на правителствата да я слушат. | “ |

Общественото мнение в Русия е най-радикално в подкрепа на българската кауза. Редом с дейците на Московския славянски комитет са великите умове и съвестта на руските писатели Иван Тургенев, Лев Толстой и Фьодор Достоевски.

## Руско-турска война (1877 – 1878)
На 12 /24 април (нов стил) 1877 г. в Кишинев е издаден манифест на император Александър II, с който е обявена война от Русия на Османската империя. Бойните действия освен на Балканите се водят и в Кавказ.
Посредством действия за заблуда на противника, руската армия създава усещане у османското главно командване, че основните руски сили ще бъдат стоварени в Добруджа. На 15 юни (27 юни), руски части, командвани от генерал-майор Михаил Драгомиров, извършват десант на река Дунав при Зимнич – Свищов. Създаден е сигурен и траен плацдарм отсам Дунава за развръщане на основните руски сили на българска земя. Руското главно командване разделя частите, прехвърлени при Свищов на три отряда:
- Западен отряд (в състав от 35 000 войници), командван от генерал-лейтенант Николай Криденер
- Източен отряд (в състав от 70 000 войници), командван от престолонаследника Александър Александрович
- Преден отряд (в състав от 12 000 войници), командван от генерал-лейтенант Йосиф Гурко[3]

Целта на изток е да се блокират основните османски сили, базирани в Четириъгълника Русе-Силистра-Варна-Шумен. Западният отряд обсажда групировката на Осман паша в Плевен (виж Обсада на Плевен), а Предният настъпва през Шипченския проход на юг. В отговор на руското развръщане и успешния поход на Предния отряд, Османското главно командване прехвърля силната групировка на Сюлейман паша от Северна Албания. Частите на Предния отряд отстъпват при Стара Загора, но спират Сюлейман паша в Шипченския проход.

### Шипченска епопея
Основният стратегически замисъл на османското командване е групировката на Сюлейман паша да разбие частите за прикритие, укрепили се по стръмнините на връх Шипка и като премине в Северна България да се съедини с обсадените в Плевен османски войски под командването на Осман паша. След това се планирало чрез съгласувани действия от изток, запад и юг руските войски да бъдат отхвърлени на север от Дунав. В този критичен момент руското главно командване не разполага със сериозен стратегически резерв за отразяване на контраатаката и героичните сражения, разиграли се под връх Шипка, решават изхода на войната. В рамките на Предния отряд е и цялото Българско опълчение.
В три поредни сражения, водили се през периода юли-септември, войските на Сюлейман паша са обезсърчени, с което е осуетен основният стратегически замисъл на османското командване.

### Край на бойните действия
В края на годината се предава в руски плен остатъкът от османската армия, обкръжена в Плевен с командващия я Осман паша. Следва руско настъпление през Стара планина на юг към София (под ръководството на Йосиф Гурко) и Шейново, след което са превзети последователно от руската армия Пловдив (16 януари 1878 г.) и Одрин (26 януари). На пътя на основните руски сили лежи Цариград, поради и което Османската империя подновява молбата си за примирие. Протоколът за примирие е подписан в Одрин на 19/31 януари 1878 г. Първа точка гласи:
| „ | България се създава като автономно княжество в пределите, където мнозинството от населението е българско. Нейните граници в никакъв случай не могат да бъдат по-малки от границите, приети на Цариградската конференция. Тя ще плаща данък, ще има народно християнско правителство и местна милиция. Османска армия там не ще се намира. | “ |

Примирието води до изостряне на отношенията между Русия, от една страна, и Великобритания и Австро-Унгария, от друга.

## Санстефански предварителен договор
По силата на договора Турция няма право да разполага военни части и съоръжения на територията на Българското княжество, която ще остане окупирана от руски войски за срок от две години до изграждането на местна милиция.  Окончателните граници на новата българска държава подлежат на определяне от руско-турска комисия, която следва да се води от общите граници, указани в договора.

## Възстановяване на Българската държава
Възстановяването на България е извършено с Берлинския договор, като юридически чак до 1908 година Княжество България е трибутарно, макар на практика да е независимо от Високата порта. Новосъздаденото Княжество България е зависимо от Османската империя автономна държава, номинално васално и трибутарно (плащащо данък) княжество със свое народно правителство и войска. Източна Румелия е област в рамките на Империята, ползваща се с административна автономия, включително собствени въоръжени сили („местна милиция“). Двете български области са обединени със Съединението на България от 1885 г., официално под формата на лична уния, въпреки съпротивата на Русия и след отблъскване на нападението на Сърбия. България обявява независимост като суверенна държава, през 1908 година, когато са създадени необходимите условия за това.

## Памет
Освобождението на България от османско иго е тържествено отбелязвано, като на територията на страната са построени няколкостотин паметника в знак на признателност към героизма и саможертвата на сражавалите се воини.
На Освобождението е наречена улица в квартал „Горубляне“ в София (Карта).

## Празник
Освобождението на България е национален празник на държавата, честван на 3 март всяка година. Това е датата, на която е подписан Санстефанският мирен договор между Русия и Османската империя.